# 扁眼環蝶屬
扁眼環蝶屬（學名：Blepolenis）是閃蝶亞科大翅環蝶族中的一個屬。分佈於巴西東南部。翅面橙色與深褐色分明。

## 物種
- 舒扁眼環蝶 （Blepolenis bassus） (Felder & Felder, 1867)
- 扁眼環蝶 （Blepolenis batea） (Hübner, 1821)
  - 帝都扁眼環蝶 （B. b. didymaon） (C. & R. Felder, [1867])
- 淨潔扁眼環蝶 （Blepolenis catharinae） (Stichel, 1902)